# بورترية مثالية لسيدة شابة (لوحة)
بورتَريةَ مثاليّة لسيِّدة شابةَ (بالإيطالية: Ritratto di giovane donna) هي لوحة بريشة رسام عصر النهضة الإيطالي ساندرو بوتيتشيلي، يصور العمل النبيلة الفلورنسية سيمونيتا فسبوتشي. تم رسم أللوحة بين عامي 1480 و1485 ، وهي موجودة في مجموعة متحف شتيدل في فرانكفورت.

## سيمونيتا فسبوتشي
يُعتقد أن المرأة التي تم تصويرها في العمل هي سيمونيتا فسبوتشي، زوجة النبيل الفلورنسي ماركو فسبوتشي، أحد أفراد عائلة ميديشي ذات النفوذ. غالبًا ما وصفت سيمونيتا من قبل المعاصرين بأنها الجمال الأنثوي المثالي، ويرجع ذلك جزئيًا إلى ابتسامتها الحزينة و «إشراقها الرشيق». تم تصويرها من قبل عدد كبير من رسامي عصر النهضة، بما في ذلك بييرو دي كوزيمو وقبل كل شيء ساندرو بوتيتشيلي. يُعتقد أن سيمونيتا كانت نموذجاً للعديد من لوحات بوتيتشيلي الأنثوية، بما في ذلك شخصية فينوس في أشهر أعماله «ولادة فينوس». حتى بعد وفاتها، من مرض السل، رسم صورتها عدة مرات، تمامًا مثل العمل الذي نوقش هنا. يقترح أن بوتيتشيلي كان في حالة حب مع سيمونيتا، دليل على ذلك طلبه الرسمي، الذي تم منحه أيضًا بعد وفاته، ليتم دفنه عند قدميها.

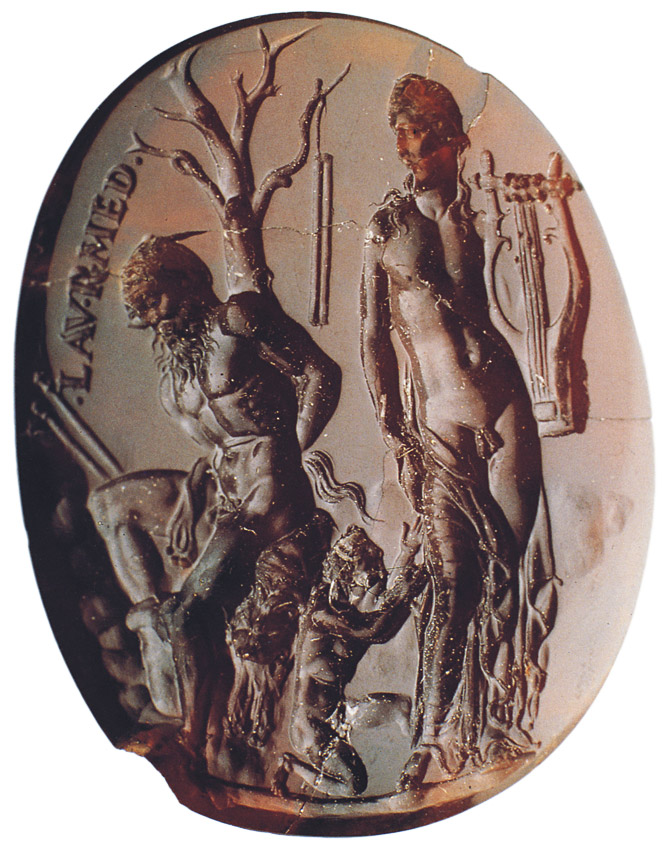
خاتم نيرو ، جوهرة منحوتة من العقيق الأحمر يعود تاريخها إلى عهد أغسطس والتي كانت في حوزة لورنزو دي ميديشي وهي نفس الجوهرة التي يرتديه النموذج في اللوحة، حاليًا في متحف نابولي الأثري الوطني.

الافتراض القائل بأن سيمونيتا فسبوتشي كانت ستصمم على غرار اللوحة، وكذلك للعديد من الشخصيات النسائية الأخرى لبوتيتشيلي، لا يخلو من الجدل بين مؤرخي الفن. المؤرخ فيليبي فرنانديز أرميستو يسميها «هراء رومانسي». الحجة المهمة للبيان القائل بأن اللوحة التي نوقشت هنا تتعلق على أي حال بسيمونيتا، هي الميدالية التي يرتديها النموذج حول الرقبة. يمكن التعرف على هذه الميدالية على أنها نقش لأبولو من مجموعة لورينزو دي ميديشي، مما يشير إلى أن المرأة المصورة تنتمي إلى دائرته. لم يكن بإمكان الكثير من النساء ارتداء هذا الختم، ومع ذلك، يجب أن تكون سيمونيتا واحدة منهن.

## الوصف
يُصوَّر النموذج في أللوحة، والذي قد يكون أو لا يكون سيمونيتا فسبوتشي، على أنه تمثال نصفي، ينظر قليلاً إلى اليمين، وهو وضع شائع في عصر النهضة. يبرز النموذج على الخلفية المظلمة ويركز الانتباه بالكامل على جمالها. يعتبر الثوب الرفيع أنيقًا ومميزًا لسيدات البرجوازية الفلورنسية، وهو مشابه للوحات أخرى من ذلك الوقت مثل لوحة "السيدة شابة" التي رسمها أنطونيو بولايولو (1470-1472).
يتشابك شعر النموذج المتموج مع خرز متعدد الألوان وشرائط وأجزاء من الشعر المستعارة. لديها العديد من الضفائر، أطولها يقع على شكل قوس أنيق. في أعلى رأسها، يتم تتويج الضفيرة وتثبيتها معًا بواسطة مشبك شعر مزين بالريش.

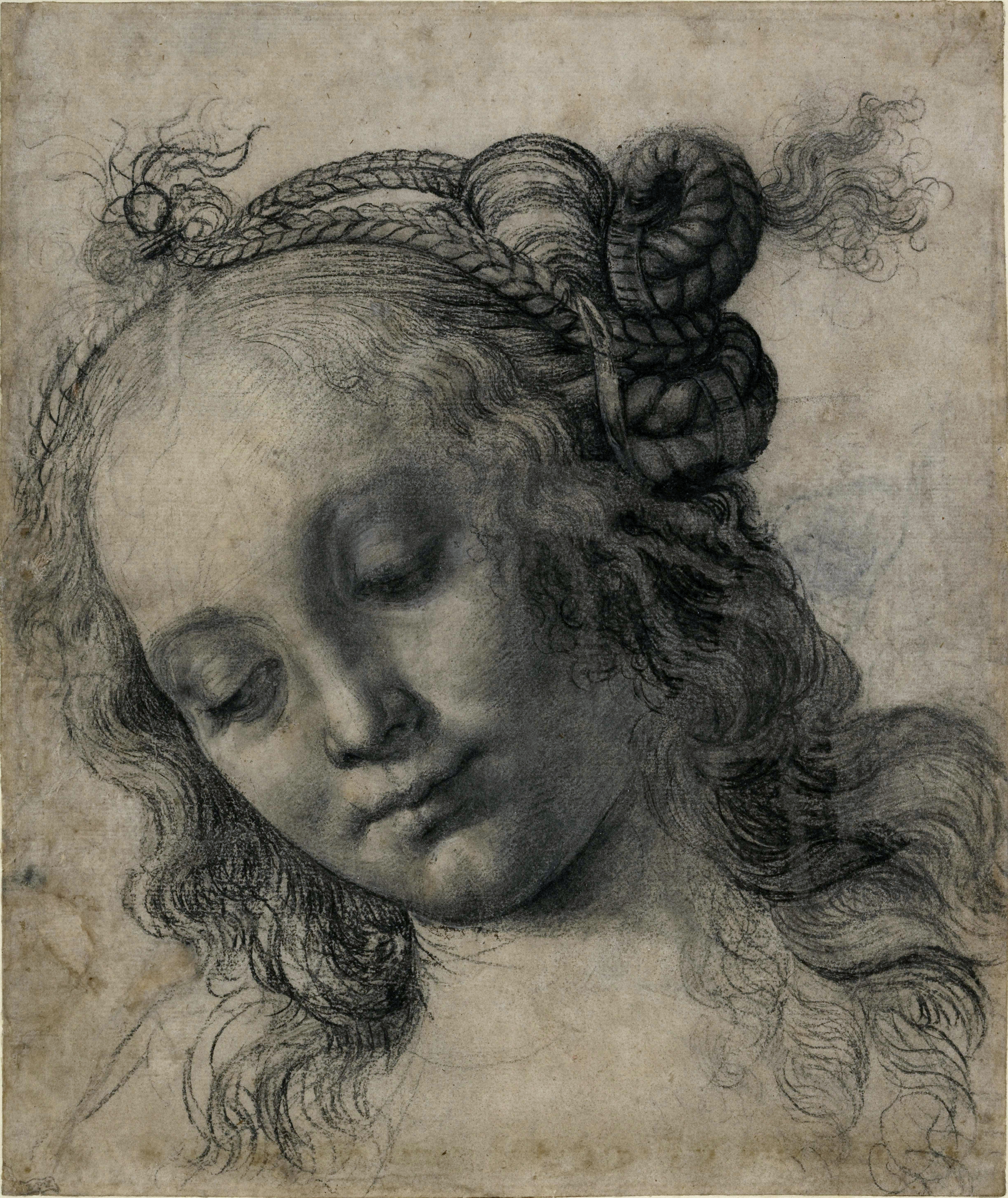
رأس امرأة بواسطة أندريا ديل فيروكيو ، حوالي 1475 ، المتحف البريطاني. يعود الفضل إلى فيروكيو في اختراع هذا النوع من الجمال المثالي. [2] [7

في لوحات النساء، سعى بوتيتشيلي باستمرار إلى تصوير الجمال المثالي لدى النساء، وغالبًا ما كان يبحث عن رمزية مناسبة في الأساطير اليونانية أو الرومانية. في هذه أللوحة لامرأة شابة، يشير بوضوح إلى شخصية حورية، انطلاقا من الضفائر والخرز في شعرها، والتي كانت تعتبر نموذجية لهذه الآلهة. تجلب شخصيات الحورية معهم ارتباطًا بالإثارة، والذي يمكن اعتباره سمة مهمة لهذه اللوحة وهدفًا لبوتيتشيلي. بالإضافة إلى ذلك، يعكس النموذج الكآبة النموذجية التي يمكن العثور عليها أيضًا في العديد من أعماله الأخرى. بحيث تشع اللوحة بأناقة خاصة.

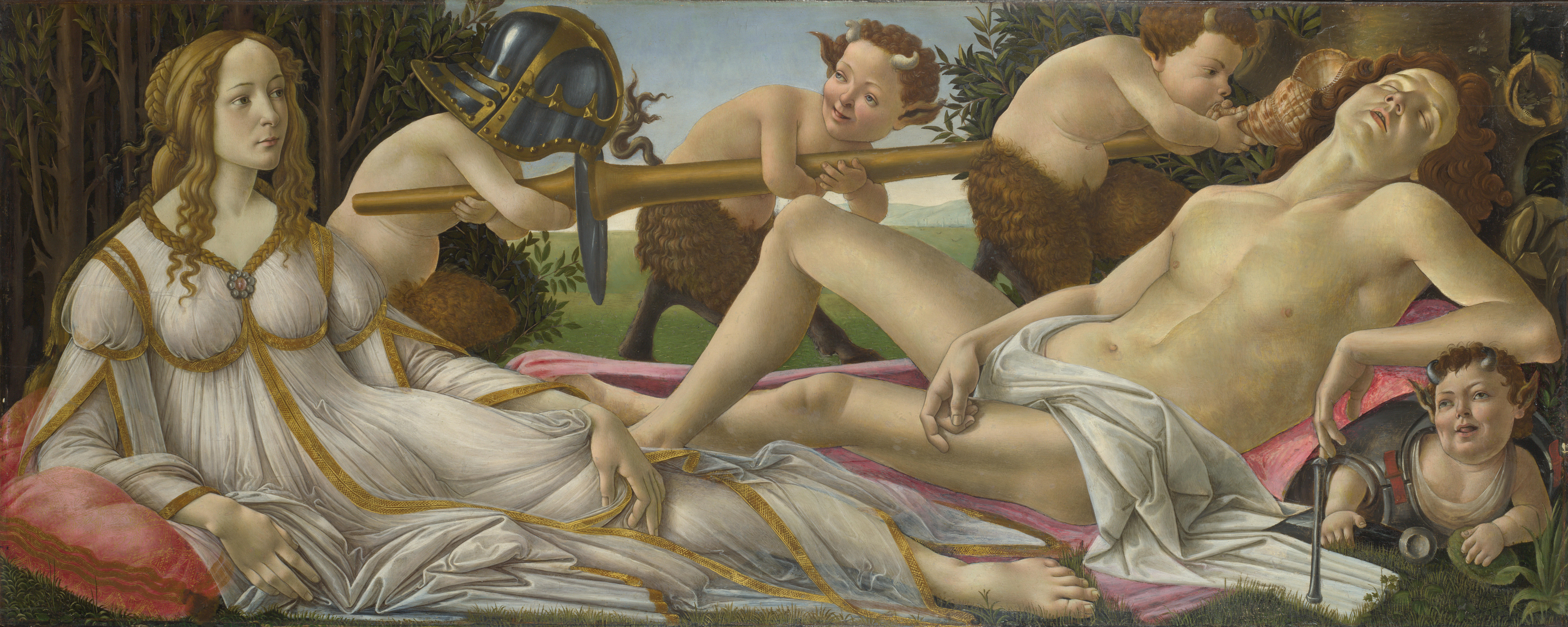
فينوس والمريخ بريشة بوتيتشيلي 1483.

تم رسم اللوحة بأسلوب رسم تم تحسينه بشكل خاص، حتى بالنسبة لبوتيتشيلي. يقف مستواها الفني في هذه اللوحة مقارنة بالأعمال المعروفة له مثل لوحة «الربيع» و «فينوس والمريخ» (حيث تحمل شخصية الزهرة في الملابس وتصفيفة الشعر، أوجه تشابه مذهلة مع لوحة المرأة الموضحة هنا). كصورة شخصية، يُنظر إلى العمل بشكل عام على أنه أحد روائع بوتيتشيلي.

## أيعاز العمل
بالإضافة إلى النموذج الموضح، كان هناك الكثير من النقاش بين مؤرخي الفن حول رسام اللوحة. لقرون، قيل أن العمل قد يكون رسمه للفنان جاكوبو سيلايو. ومع ذلك، في عام 1996 ، استطاع مؤرخ الفن الألماني رودولف هيلر فون جارترينجن، الذي قام بتحليل اللوحة وترميمها، أن يثبت بشكل لا يقبل الجدل على أساس دراسات المواد المقارنة التي كان لابد أن بوتيتشيلي كان هو رسامها.
كذلك تم ربط اللوحة من قبل بعض مؤرخي الفن، على أساس دراسات مقارنة، مع «بورتريه سيمونيتا فسبوتشي» لبييرو دي كوزيمو، والذي ربما كان بمثابة ألهام. ومع ذلك، في ضوء الإتقان الذي يعرضه بوتيتشيلي في هذا العمل، لا تعتبر هذه المناقشة ذات صلة بشكل خاص بالقيمة الفنية والتاريخية للوحة.

## الرسام

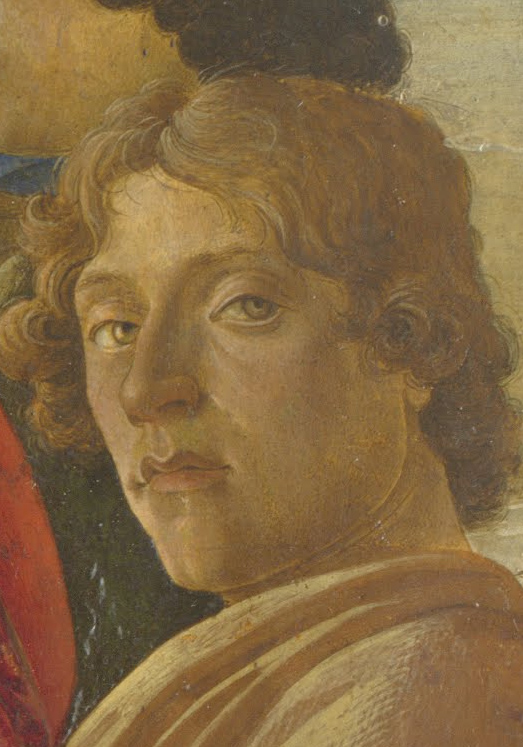
ساندرو بوتيتشيلي

ألسندرو دي ماريانو دي فيليبيبي 1445-1510، والمعروف بساندرو بوتيتشيلي، هو رسام إيطالي من عصر النهضة بدأ حياته صبيا في حانوت صائغ بفلورنسا. ويحدثنا فازاري وآخرون أن ساندرو فتن بفن الرسم في صغره فالحقه والده بمرسم فيليبو ليبي. وظلت تأثيرات ليبي ملازمة لساندرو الذي تتلمذ عليه طوال حياته الفنية. وكان فيليبو ليبي من المتاثرين بأسلوب مازاتشوفي فن الرسم وأسلوب دوناتيلو في فن النحت، فترجم مرونة مازاتشيو والدينامية الدرامية لدوناتيلو إلى رؤيته الخاصة.